# Odontoperas bergeri
Odontoperas bergeri är en fjärilsart som beskrevs av Sergius G. Kiriakoff 1969. Odontoperas bergeri ingår i släktet Odontoperas och familjen tandspinnare. Inga underarter finns listade i Catalogue of Life.